# Georg Tengvall
Georg Henrik Tengvall (* 6. April 1896 in Norrköping; † 4. März 1954 ebenda) war ein schwedischer Segler.

## Erfolge
Georg Tengvall, der für den Norrköpings Segelsällskap segelte, wurde 1920 in Antwerpen bei den Olympischen Spielen in der 40-m²-Klasse Olympiasieger. Er war neben Yngve Holm und Axel Rydin Crewmitglied der Sif, eines von zwei Booten seiner Klasse im Wettbewerb. Skipper war Yngve Holms Bruder Tore.

40-m²-Schärenkreuzer

Beide Yachten kamen aus Schweden, zwischen denen es keinen wirklichen Wettkampf auf dem Wasser gab. Die Regatta bestand aus drei Wettfahrten. In der ersten wurden beide teilnehmenden Yachten Sif und Elsie disqualifiziert, da sie nicht den korrekten Kurs gesegelt waren. In der zweiten Wettfahrt gewann Sif, da Elsie Probleme mit ihrer Takelage hatte und die Wettfahrt nicht beenden konnte. Elsie konnte diese Probleme bis zur dritten Wettfahrt nicht beheben und deshalb nicht starten. So segelte Sif allein den Kurs ab und gewann die Goldmedaille.